# Suat Atalık
Suat Atalık (Istanbul, 10 ottobre 1964) è uno scacchista turco.
Nel 1994 è stato il primo giocatore turco ad ottenere il titolo di Grande maestro.

## Principali risultati
Tre volte vincitore del campionato turco (1987, 1988 e 2007).
Con la nazionale della Turchia ha partecipato a 9 edizioni delle Olimpiadi degli scacchi dal 1984 al 2006, ottenendo complessivamente il 63,3% dei punti. Alle olimpiadi di Salonicco 1988 ha vinto la medaglia di bronzo in prima scacchiera.
Nel 2003 ha vinto la 34ª edizione del torneo open di Mar del Plata con 7,5 /9.
Ha ottenuto il suo più alto rating FIDE in aprile 2006, con 2632 punti Elo.